# Caractère ancestral et caractère dérivé

Illustration de apomorphie, synapomorphie et symplésiomorphie.

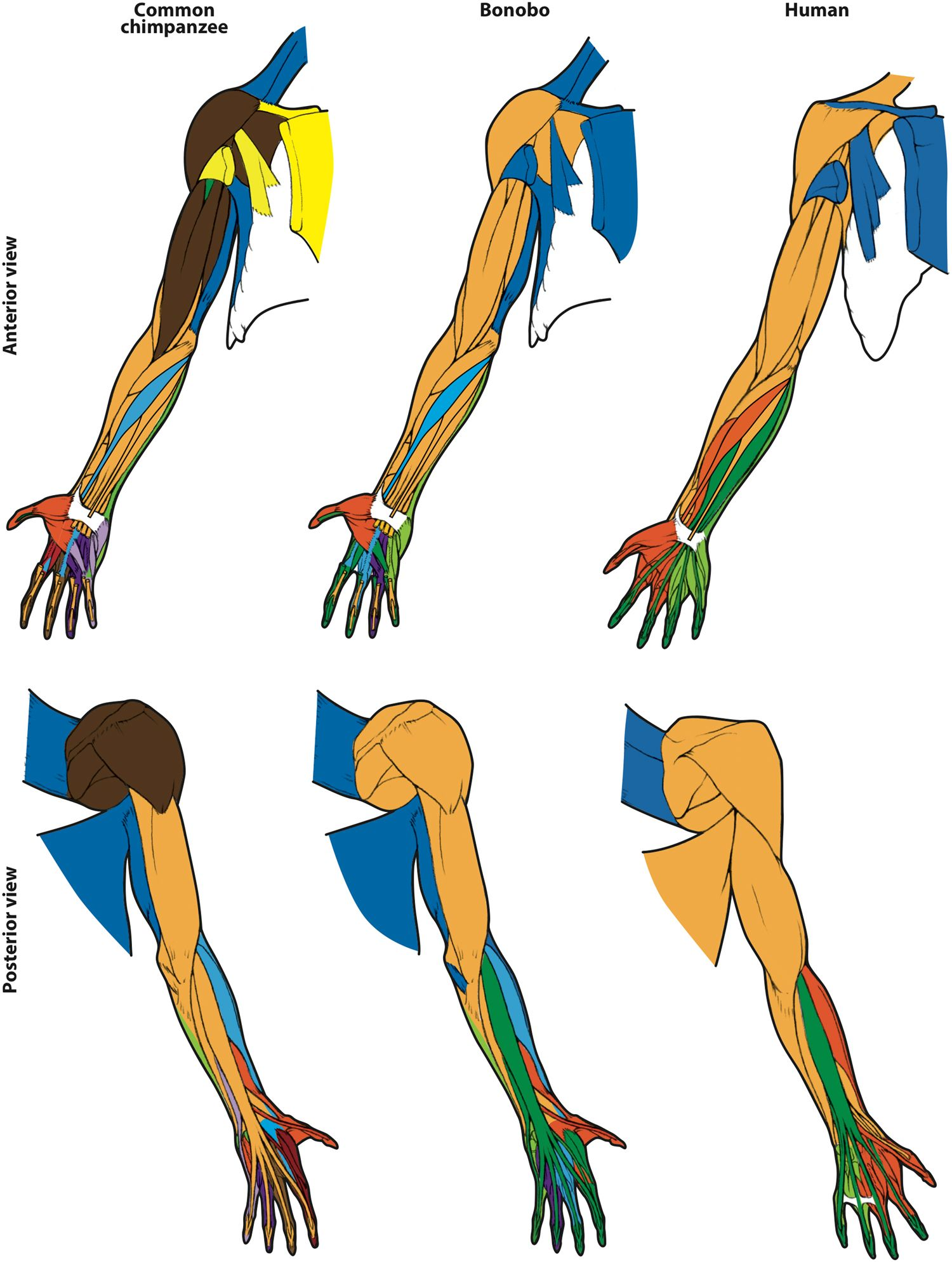
L'organisation modulaire musculo-squelettique des membres antérieurs (illustration) et postérieurs d'hominidés (chimpanzé, bonobo et homme) révèle une évolution en mosaïque avec certains caractères évolués et d'autres qui le sont moins.

L'apparition d'un nouveau trait chez une espèce, s'il apporte un avantage adaptatif par rapport aux formes antérieures, peut parfois produire une radiation évolutive en donnant naissance à plusieurs espèces descendantes partageant ce nouveau trait. 
On parle alors de caractère dérivé par rapport à un caractère ancestral, ou apomorphie. Un caractère dérivé partagé, ou synapomorphie, définit un nouveau clade, qui englobe dans un même groupe l'ancêtre commun et tous ses descendants possédant la même innovation évolutive.
Lorsque les qualificatifs ancestral et dérivé sont appliqués à un même caractère phénotypique, ils désignent des états de ce caractère qui se succèdent temporellement au sein d'une lignée d'organismes. Savoir lequel des deux états est ancestral et lequel est dérivé peut aider à reconstruire une phylogénie, mais des méthodes de reconstruction phylogénétique comme la cladistique peuvent se passer de cette information et la déduire a posteriori.

## Définitions

### Caractère ancestral
Un caractère ancestral (homologie ancestrale ou plésiomorphie) chez une espèce au sein d'un taxon est un caractère qui n'a pas subi de modification au cours de l'évolution. 
Ce caractère homologue n'a donc pas été conservé depuis le premier ancêtre du groupe le présentant (exemple : « membres pairs » ci-dessous, caractère plésiomorphe), mais a pu évoluer chez des espèces qui en descendent (ce caractère est conservé, mais a pu dériver en apomorphie : les pattes des Tétrapodes sont des « membres pairs » mais ne sont plus des nageoires).
La pentadactylie des êtres humains est souvent considérée comme un caractère plésiomorphe, tout droit venu de nos ancêtres tétrapodes primitifs pentadactyles.
- S'il est commun à plus d'un taxon — c'est-à-dire qu'au moins une autre espèce a hérité de ce caractère et qu'il a par ailleurs dérivé dans une tierce espèce au moins du taxon —, il constitue alors une symplésiomorphie.

### Caractère dérivé
Inversement, un caractère dérivé (ou homologie dérivée) ou apomorphie (racine grecque απο : modification, différenciation, écartement, séparation) au sein d'un taxon est un caractère nouveau résultant de la modification d'un caractère ancestral au cours de l'évolution précédant ce taxon. Ce caractère  est commun à tout un groupe d'espèces et à leur espèce ancestrale.
- S'il est spécifique à un seul taxon, il s'agit plus précisément d'une autapomorphie. C'est notamment le cas si ce taxon constitue un groupe terminal (ce qui ne signifie pas nécessairement un cul-de-sac évolutif).
- S'il est commun à plus d'un taxon, il constitue une synapomorphie, qui détermine un groupe holophylétique (ou monophylétique au sens restreint), donc un clade en phylogénétique. C'est le cas des quatre membres marcheurs des tétrapodes, qui en font un clade, même si ce caractère a pu régresser totalement (cas des serpents ou des orvets, qu'on classe dans les Tétrapodes. Des caractéristiques osseuses vestigiales de ces membres y subsistent).

## Exemples

### Chez les vertébrés
| Le caractère « membres pairs » a deux états : | Le caractère « membres pairs » a deux états : |
| --------------------------------------------- | --------------------------------------------- |
| État ancestral                                | État dérivé                                   |
| 2 paires de nageoires des poissons (9 et 10)  | 2 paires de pattes (lézard)                   |
|                                               |                                               |

Par exemple, certains poissons ont depuis longtemps quatre « nageoires paires » (deux nageoires pectorales et deux nageoires pelviennes) qui sont un caractère ancestral (plésiomorphie). Cet état de caractère s'est transformé en un nouvel état : quatre membres marcheurs des tétrapodes, qui constituent un caractère dérivé (une apomorphie) par rapport au caractère ancestral.
Dans l'exemple, tous les poissons à mâchoires actuels ont toujours le caractère ancestral « nageoires paires ». Un caractère ancestral n'est donc pas synonyme de caractère disparu puisqu'il peut s'être maintenu dans de nombreuses lignées.
Note : Le terme « poisson », utilisé dans cet exemple pour illustrer la notion d'apomorphie, est pris au sens de la super-classe Pisces, un taxon paraphylétique qui exclut les agnathes n'ayant ni mâchoires ni nageoires paires.

### Chez les angiospermes
Parmi les angiospermes, les pollens sont ancestralement caractérisés par la présence d'une seule aperture, qui constitue ainsi un caractère plésiomorphique partagé par les dicotylédones primitives et les monocotylédones.
En revanche l'apparition de trois apertures sur le pollen est un caractère dérivé (apomorphique) qui détermine le clade des dicotylédones vraies.

## Détermination des états ancestral et dérivé d'un caractère
Dans l'exemple ci-avant, l'hypothèse de départ est l'intuition que la patte a dérivé de la nageoire. Mais il est difficile d'établir avec certitude que ce n'est pas l'inverse (la nageoire ayant dérivé de la patte des premiers tétrapodes) qui s'est produit.

### Sans fossile
La détermination repose alors en partie sur l'intuition : en général l'état dérivé présente plus de complexité que l'état ancestral. En cas de difficulté, on applique le principe de parcimonie : les innovations évolutives sont rares, donc on admet prioritairement l'hypothèse qui suppose le moins d'innovations.
L'apparition des techniques phylogénétiques d'étude de l'ADN et de ses évolutions laissent toutefois entrevoir une alternative scientifique à cette démarche empirique.

### Avec fossiles
Les archives fossiles constituent finalement, avec les techniques de datation un moyen commode puisque, les fossiles une fois datés, l'ordre d'apparition des caractères peut être établi, plus ou moins bien.

### Illustration
Un exemple qui faisait l'objet de discussions en 2004 : la bipédie humaine et la locomotion des chimpanzés et des gorilles sur les phalanges des mains (knuckle walking en anglais) sont deux états d'un même caractère. Les scientifiques débattent encore pour savoir lequel est dérivé et lequel est ancestral.

## Notions à relativiser
La présence du caractère ancestral « nageoires paires » peut être aussi qualifiée de caractère dérivé, par rapport à un caractère encore plus ancestral : l'absence de membre.
Également, un caractère dérivé peut être qualifié d'ancestral, s'il s'est modifié par la suite. Par exemple chez les tétrapodes le caractère « 4 membres locomoteurs » est un caractère ancestral, par rapport au serpent chez qui ces membres ont régressé jusqu'à disparaître.
| État ancestral                    | État dérivé                                                     |                                   |                 |                             |
|                                   | État ancestral                                                  | État dérivé                       |                 |                             |
|                                   |                                                                 | État ancestral                    | État dérivé     |                             |
|                                   |                                                                 |                                   | État ancestral  | État dérivé                 |
| Pas de nageoires paires (agnathe) | Membres pairs (nageoires pectorales et pelviennes des poissons) | Nageoire charnue (Sarcoptérygien) | Pattes (lézard) | Membres régressés (serpent) |
|                                   |                                                                 |                                   |                 |                             |

## Intérêt en systématique

### En phylogénétique
La distinction entre caractères dérivés et ancestraux en cladistique permet de dater relativement l'apparition des divergences au sein de lignées évolutives, et donc d'établir des arbres phylogénétiques. Ces arbres permettent ainsi d'estimer les degrés de parenté entre des espèces actuelles.
Inversement certaines méthodes de cladistique numérique estiment d'abord des distances phylogénétiques entre les espèces en prenant en compte toutes les différences de caractères et reconstruisent ainsi des arbres non enracinés. Ceux-ci sont ensuite racinés par une comparaison des caractères de l'intra-groupe avec ceux d'un extra-groupe, ce qui permet de déduire quels états sont ancestraux ou dérivés.
Traditionnellement, quand une espèce avait un plus grand nombre de caractères en commun avec une seconde qu'avec une troisième, on considérait que la première espèce était plus proche de la seconde que de la troisième. Les caractères n'étant pas datés, ils avaient une égale valeur. C'est ce qu'on a plus tard appelé la méthode phénétique.

### En taxonomie
Dans la pratique des cladistes, quand on peut distinguer caractères ancestraux et dérivés, on rapproche les espèces ayant le plus de caractères dérivés récents, indépendamment de leur proximité phénotypique. Les caractères ancestraux sont de ce fait ignorés lors de l'étape de classification.
Dans la pratique des évolutionnistes, tous les caractères homologues (ancestraux et dérivés) sont pris en compte afin de produire des groupes phénotypiquement homogènes, mais les caractères non homologues sont bien exclus. Les taxons forment donc des grades évolutifs qui ne sont pas nécessairement des clades, mais tous sont monophylétiques dans le sens où le dernier ancêtre commun d'un groupe est toujours inclus dans celui-ci.
Dans la pratique des phénéticistes, tous les caractères, homologues ou non, sont utilisés avec une égale valeur, ce qui peut produire des groupes polyphylétiques, potentiellement non pertinents d'un point de vue évolutif.